# Comuna Darahiv, Terebovlea
Darahiv (în ucraineană Дарахів) este o comună în raionul Terebovlea, regiunea Ternopil, Ucraina, formată din satele Darahiv (reședința), Kameanka și Tiutkiv.

## Demografie
Componența lingvistică a comunei Darahiv
     Ucraineană (99,65%)
     Alte limbi (0,35%)
Conform recensământului din 2001, majoritatea populației comunei Darahiv era vorbitoare de ucraineană (99,65%), existând în minoritate și vorbitori de alte limbi.